# Beervelde
Beervelde is een dorp in de Belgische provincie Oost-Vlaanderen en een deelgemeente van Lochristi, het was een zelfstandige gemeente van 1921 tot aan de gemeentelijke herindeling van 1977.
De deelgemeente ligt in het zuiden van fusiegemeente Lochristi. In het zuiden van Beervelde ligt tegen de grens met Laarne het gehucht Klein Gent.

## Geschiedenis
Beervelde werd voor het eerst vermeld in 1309 als Berenvelt. Er werd een stuk grond aan de pastoor van Destelbergen geschonken, waarop een kapel werd opgericht. De abt van de Sint-Pietersabdij benoemde de proost van de kapel.
Oorspronkelijk bestond Beervelde als gehucht in Destelbergen. In 1809 werd het een zelfstandige parochie. Pas in 1921 werd Beervelde een zelfstandige gemeente, waarbij enkele wijken uit Laarne (383 ha van het Laarns grondgebied), Kalken (410 ha) en Heusden werden gevoegd. Reeds in 1896 verzochten inwoners op grondgebied Destelbergen de oprichting van een gemeente. Op 10 juli 1897 verleende de Provincieraad van Oost-Vlaanderen een gunstig advies, dat het op 19 december 1919 herhaalde.
Beervelde is tot einde 1976 een zelfstandige gemeente geweest, waarvan het gemeentehuis nog getuigt. In de dorpskern staat er een plataan. Deze plataan wordt ook wel de vrijheidsboom genoemd. Deze werd geplant in 1831 naar aanleiding van de Belgische Revolutie het voorgaande jaar.  Deze 18 meter hoge plataan heeft een stamomtrek van 3,80 meter en vormt een beeldbepalend element in de straat. Deze boom staat tegenwoordig op de lijst van roerend erfgoed. De naam Beervelde is afkomstig van het beren (bemesten) van de velden of van "bezevelden" (aardbeivelden).

## Demografische ontwikkeling
- Bronnen:NIS, Opm:1930 tot en met 1970=volkstellingen; 1976 = inwoneraantal op 31 december

## Bezienswaardigheden
- Het Park van Beervelde, 24 hectare groot, werd in 1873 ontworpen en aangelegd in Engelse landschapsstijl. De bedoeling van de opdrachtgevers, de Graven de Kerchove de Denterghem, was het park als uitstalraam te laten fungeren voor de toen nog prille Gentse tuinbouw. Ook tegenwoordig, ruim 125 jaar later, is de familie de Kerchove de Denterghem nog steeds nauw betrokken bij de promotie van de Gentse tuinbouw. Een functie die het domein tegenwoordig, bijna 145 jaar later, nog vervult door de Tuindagen van Beervelde, die twee keer per jaar plaatsvinden. Het domein herbergt een woodland garden, opmerkelijk voor zijn stinsenplanten in april en zijn azalea's in mei. Het merendeel van deze azalea's behoort tot de - historisch belangrijke - groep van de harde Gentse azalea's (hardy Ghents genoemd in Engeland, pontica hybriden in Nederland). Het domein Park van Beervelde is ook bekend om de muurschilderingen die de schilders Roger Raveel en Raoul De Keyser, Etienne Elias en de Nederlander Reinier Lucassen in de kelders aanbrachten. Een gang werd omgetoverd tot een driedimensionaal kunstwerk. Naast de muurschilderingen bevinden zich in het park ook nog de Villa, het Koetshuis en het paviljoen achter de vijver. Het park van Beervelde grenst aan het station.
- Het Kasteel Ertbuer aan de Vossenstraat
- De Sint-Daniëlkerk
- De Molen De Visscher, een windmolenrestant
- De Pompmolen
- Het Feestpaleis aan de Toleindestraat werd in 1924 gebouwd, ingericht als danszaal en als zodanig in 1927 geopend. Later werd dit ook discotheek en brasserie. Vanaf 2020 werden er appartementen ontwikkeld. De voorgevel in art deco bleef behouden.
- Een plataan uit 1831 als vrijheidsboom naar aanleiding van de Belgische Onafhankelijkheid.

## Natuur en landschap
Beervelde ligt in Zandig Vlaanderen op een hoogte van 5-7 meter. Kenmerkend is de aardbeienteelt die omstreeks 1900 tot ontwikkeling kwam.
- In het kader van de aanleg van de autosnelweg E17 is er door zandwinning een plas ontstaan die aantrekkelijk is voor watervogels. Ook enkele andere plassen zijn er te vinden.

## Evenementen
- De "Tuindagen van Beervelde" is een evenement dat twee keer per jaar plaatsvindt in het kasteelpark[2] van de familie de Kerchove de Denterghem. Per editie worden deze tuindagen bezocht door gemiddeld 200 exposanten en 21.000 bezoekers. De nadruk ligt op het aspect "planten", maar ook op interieur en decoratie.
- "Flanders Horse event" is een jaarlijks evenement op domein d'Heyboght met als centrale activiteiten de exclusieve "Belgian Warmblood Foal Auction" en de CSI jumping, die in de top 3 staat van de Belgische outdoor jumpings.

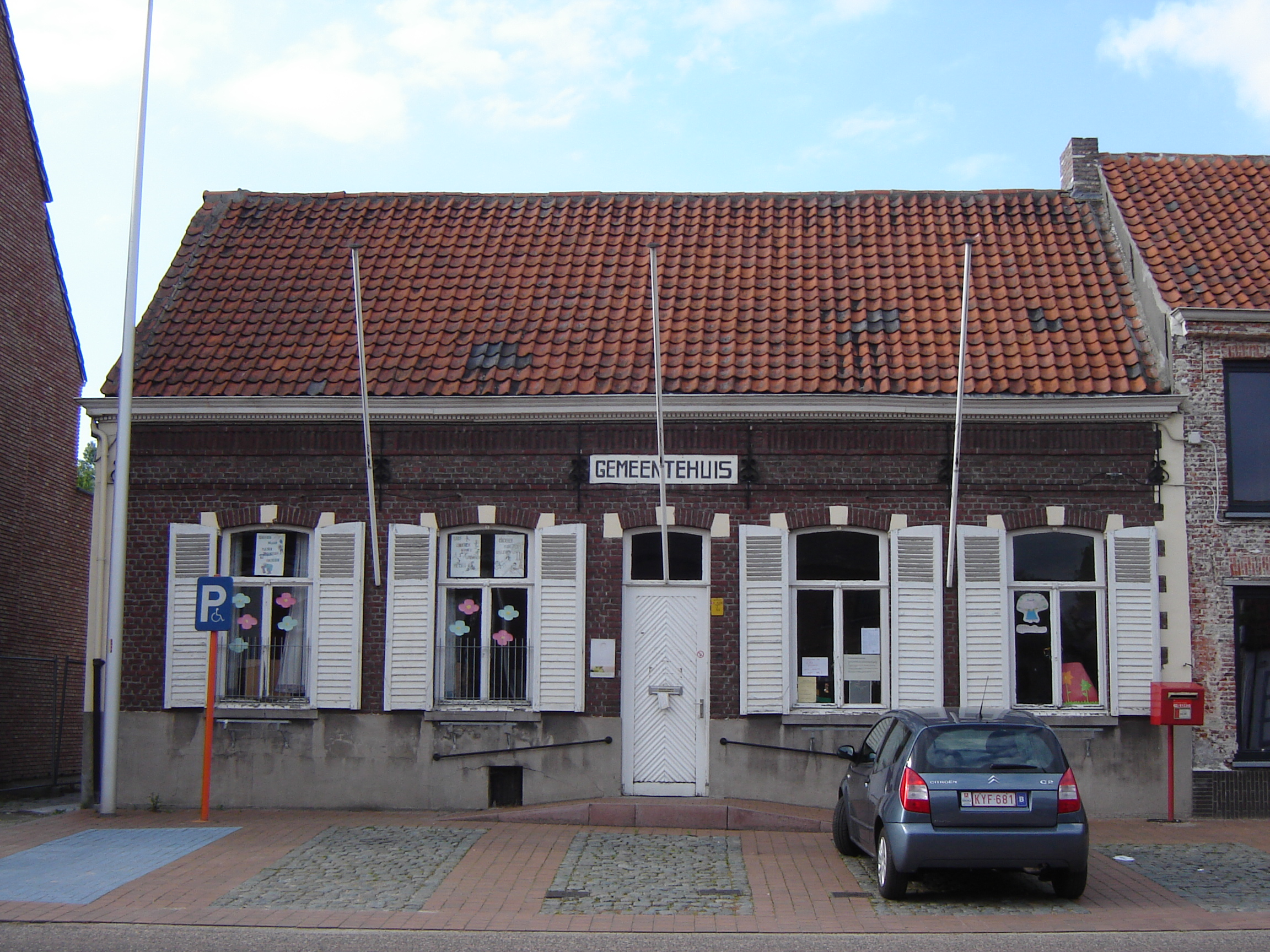
Het voormalig gemeentehuis
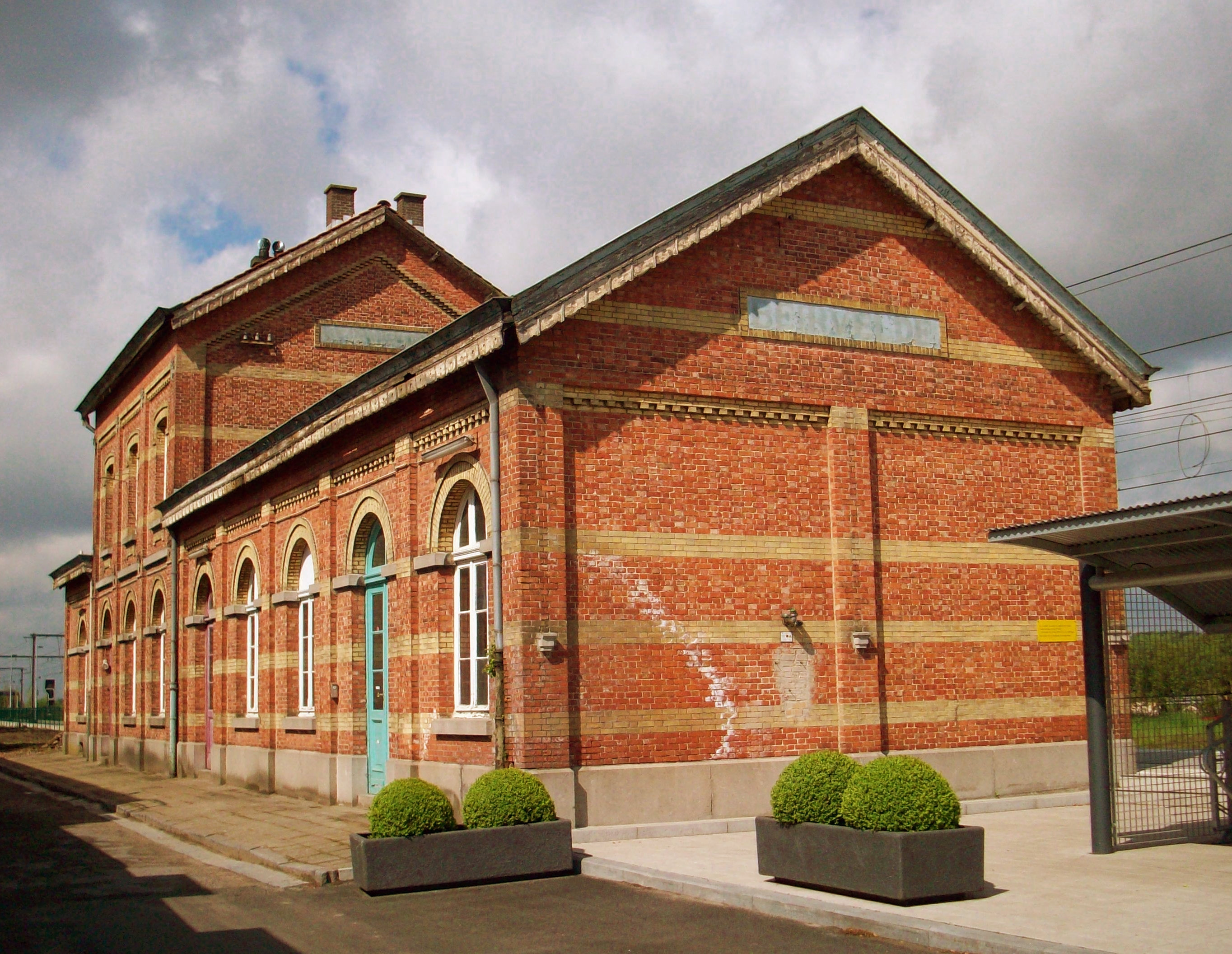
Oud stationsgebouw van Beervelde
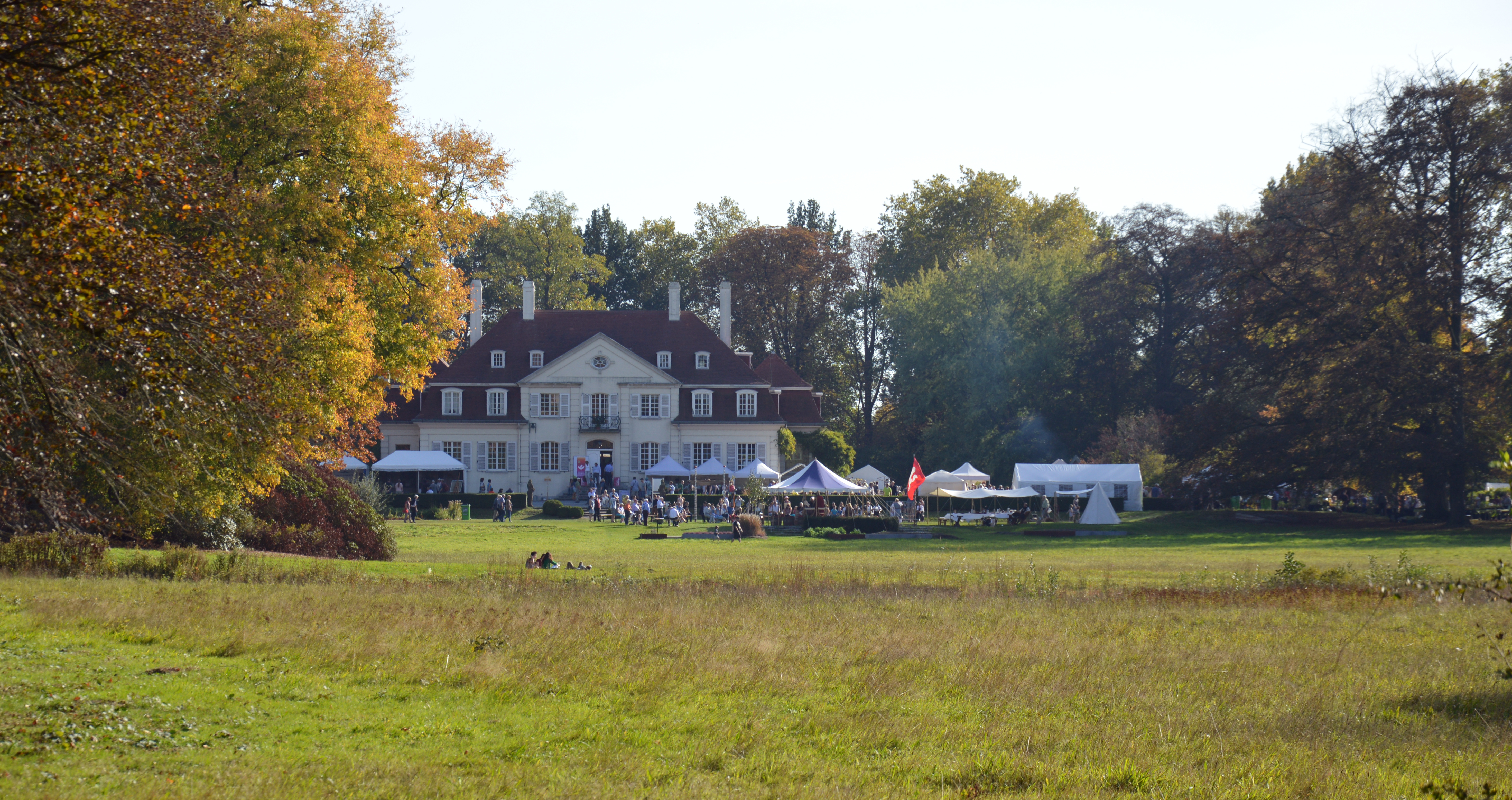
Zicht op kasteelpark van Beervelde

## Verkeer en vervoer
Door het zuiden van Beervelde loopt van zuidwest naar noordoost de autosnelweg A14/E17, die er een op- en afrit heeft.
In het noorden van Beervelde staat het Station Beervelde langs spoorlijn 59 (Gent-Antwerpen).

## Nabijgelegen kernen
Destelbergen, Laarne, Kalken, Heiende, Lochristi